# 杰克逊站 (密歇根州)
杰克逊站（英語：Jackson station），曾用名：杰克逊联合车站（英语：Jackson Union Station），是美国美国密歇根州杰克逊县县治杰克逊市的主要火车站。现每天有3班往来于芝加哥聯合車站↔庞蒂亚克交通中心的狼獾号列车在本站停靠，另有每天1班往来于俄亥俄州 托莱多↔密歇根州 底特律↔密歇根州 杰克逊↔密歇根州 东兰辛的美铁巴士在本站停靠。本站于2002年列入国家史迹名录。

## 历史

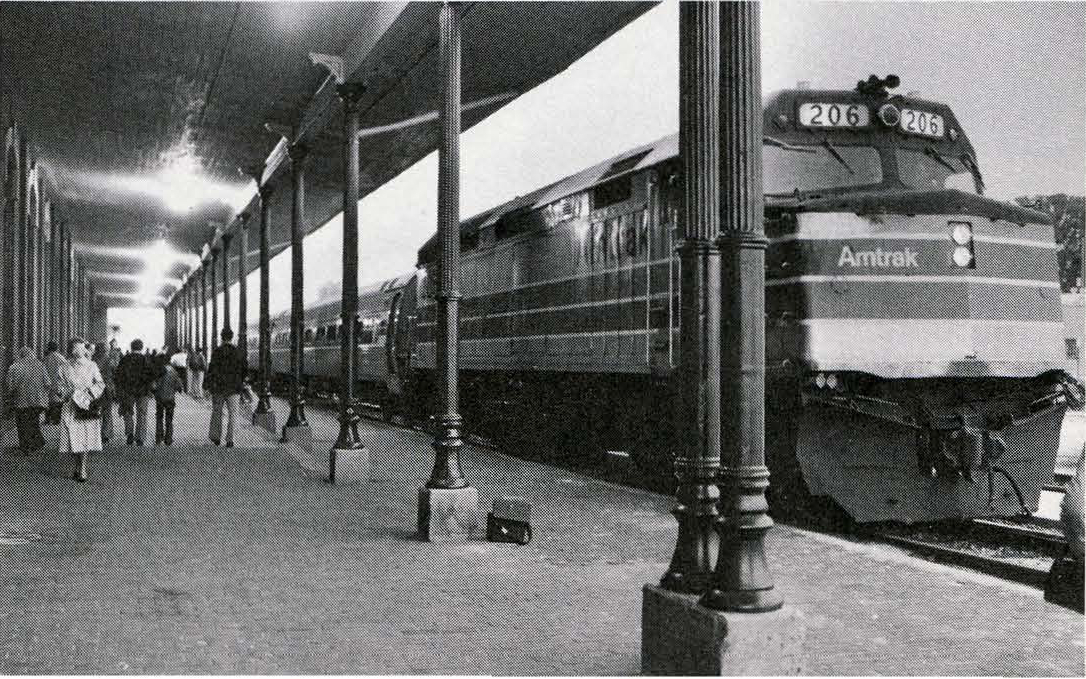
美鐵密歇根執行官號列車 (Note: 密歇根執行官號列車1975年开通，1984年停运，1975年开通至1982年间在杰克逊站停靠。)在杰克逊站，1978年10月拍摄。

本站最初由密歇根中央铁路公司兴建，第一代车站建于1841年。到19世纪70年代时，该市同时有包括“杰克逊、兰辛和塞吉纳铁路”、“韦恩堡、杰克逊和塞吉纳铁路”、“大河铁路”、“密歇根之风铁路”在内的分属多间铁路公司的多条铁路。 1872年，密歇根中央铁路公司决定翻建本站，以取代1841年建成的老车站。 新火车站的定位是联合车站，站名因而一度为杰克逊联合车站（英语：Jackson Union Station），服务除湖滨地区和密歇根南部铁路公司以外的所有在该市有业务的铁路公司的铁路线路，当时除密歇根中央铁路公司以外只有辛辛那提北方铁路使用本站，不服务湖滨地区和密歇根南部铁路公司是因为该铁路公司是密歇根中央铁路公司以及大干线铁路两间铁路公司的主要竞争对手。 本次翻建工程于1872年年底开工，1873年夏季竣工。
在美国进入汽车时代之前，本站客运量一直很大。纽约中央铁路公司（已于1968结业）芝加哥↔底特律↔水牛城↔纽约的旅客列车“纽约特快（英文原名：New York Special）”和“Wolverine”（两者路线相同）均在杰克逊站停靠。那时在本站停靠的旅客列车还有芝加哥↔多伦多的“加拿大人号列车”、芝加哥↔底特律的“芝加哥墨丘利号列车”、一班大急流城↔杰克逊的列车、一班杰克逊↔兰辛↔塞吉纳↔贝城的列车。开往贝城和塞吉纳的旅客列车于1959年停开，前往多伦多的旅客列车于1961年停开。94号州际公路在1964年延伸至本市附近后，本站客运量急剧下降。1971年，美铁接手芝加哥↔底特律的旅客列车，这是杰克逊站唯一的旅客列车线路。
本站在美国国庆200周年后不久的1978年进行了翻新。工人们清洁了红砖外墙、重新打磨了水磨石地面并对木雕和长椅进行了细致的维修。艺术家利兰德·比蒙（Leland Beamon）创作了一展示了1904年的火车站和一列当时的新型動車組美铁燃气轮机动车组的壁画。 1978年12月31日，纽约中央铁路公司前职工鲁迪·布拉德尔为表达不满而在本站杀害了三名前同事。 本次谋杀案在审理期间因出现口供合法性争议而使得美国最高法院审理了“密歇根诉杰克逊案”。本站在2008年、2013年、2018年均进行过升级改造。

## 车站设施

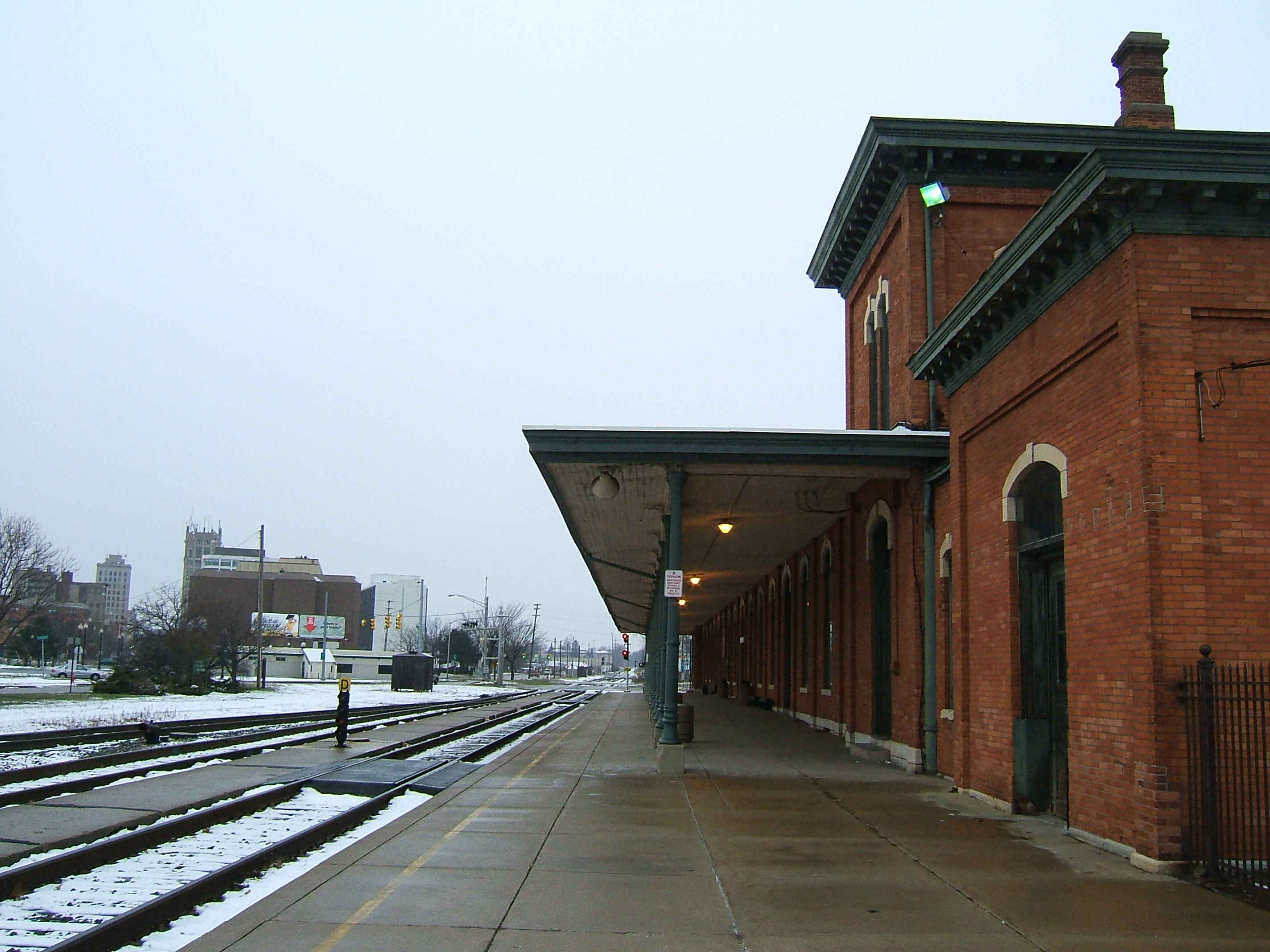
2007年12月9日时的杰克逊站站台

杰克逊站由两栋建筑组成：主楼和旁边的货运站房。
主楼为一栋意大利式建筑，红砖外墙，整体一层，局部两层。建筑长约325英尺，进深约44英尺。其中，主楼两端为两层，两处两层的部分底边长均为23英尺*45英尺。基座材料为浅棕色砂岩，窗口装饰有白色砂岩。主楼长边一层的部分被砖柱分隔为16个小区域，每个小区域均有门或窗。窗顶、外门顶、外窗台均装饰有白色砂岩。主楼两端均有开门，门洞为两扇门，这两处门上方楼层对应的位置为双联式窗户。 主楼房顶为坡屋顶，房顶覆盖有新式建筑沥青。屋檐为金属屋檐。主楼轨道一侧设有由铁柱支撑的木制雨棚，长度比主楼全长略短。
货运站房是一栋单层L形坡顶砖砌建筑。两条长边长度分别98英尺、82英尺。基座材料为浅棕色砂岩。其被砖柱分隔为多个小区域，每个小区域都有货运门或窗户。

## 美铁曾经停靠旅客列车
| 上一站                          | 美铁                             | 下一站                              |
| ------------------------------- | -------------------------------- | ----------------------------------- |
| 阿尔比恩站 开往：芝加哥联合车站 | 湖滨城市号列车 （1980年—2004年） | 安娜堡站 开往：庞蒂亚克交通中心     |
| 终点站                          | 密歇根執行官號列車               | 切尔西站 开往：底特律密歇根中央车站 |

## 外部連結
维基共享资源上的相關多媒體資源：杰克逊站
- Amtrak - Stations - Jackson, MI
- Jackson station – USA Rail Guide (TrainWeb) （页面存档备份，存于）